# Ema D'Ávila
Ema d'Ávila de Camillis (Porto Alegre, 10 de abril de 1916 — Rio de Janeiro, 25 de março de 1985) foi uma atriz e comediante brasileira. Talentosa comediante no teatro, no cinema atuou em filmes do período da chanchada. Na televisão, participou de programas humorísticos e telenovelas. Era irmã do comediante Walter D'Ávila.
Foi levada para o Rio de Janeiro por Jardel Jercolis, na década de 1930, vindo a trabalhar em várias companhias de teatro de revista, entre as quais a de Alda Garrido, Vicente Celestino e Palmeirim Silva. Na década de 1950, trabalhou sucessivamente em programas radiofônicos de humor. 
Com o advento da televisão, passou a fazer parte do elenco da TV Rio. Nesta emissora, juntamente com seu irmão Walter, participou do programa humorístico Vila dos D'Ávila que reunia todos os personagens vividos pela dupla anteriormente no rádio e teatro, com produção de Chico Anysio , Haroldo Barbosa e Carlos Manga e dirigido por Wilton Franco.
Posteriormente foi contratada pela Rede Globo, participando de seus programas de humor e de suas telenovelas.
Foi casada com Antônio de Camillis, com quem teve dois filhos: Carlos Alexandre e Joaquim Antônio de Camillis.
Ema desenvolveu hipertensão arterial e, na noite de 16 de março de 1985, sofreu um derrame cerebral na sua residência em Guaratiba, e foi levada às pressas ao Instituto Médico no bairro de Santa Cruz. Por orientação do médico da família, foi removida para a Casa de Saúde da Beneficência Portuguesa, onde sofreu intervenção cirúrgica no dia seguinte. Na ocasião, ela havia começado a gravar como Dona Biloca para a telenovela A Gata Comeu, mas devido aos seus problemas de saúde, foi substituída por Norma Geraldy. Ema faleceu depois de sete dias de internação. Seu corpo foi sepultado no Cemitério São João Batista.

## Atuação artística
Cinema
| Ano  | Título          | Papel          |
| ---- | --------------- | -------------- |
| 1957 | Na Corda Bamba  | Baronesa Zaíra |
| 1959 | Pintando o Sete | Filomena       |
| 1960 | Os Dois Ladrões | Madame Gaby    |

Televisão
| Ano       | Título              | Papel              | Emissora    |
| --------- | ------------------- | ------------------ | ----------- |
| 1957-1960 | Praça da Alegria    | Vários personagens | TV Paulista |
| 1963      | Vila dos D'Ávila    | —                  | TV Rio      |
| 1968-1971 | Balança mas Não Cai | Dona Iaiá          | Rede Globo  |
| 1979      | Marrom Glacê        | Dona Beatriz 'Beá' | Rede Globo  |
| 1983      | Guerra dos Sexos    | Dona Dedé          | Rede Globo  |
| 1983      | A Festa É Nossa     | —                  | Rede Globo  |
| 1985      | Um Sonho a Mais     | —                  |             |